# الیراک
الیراک (به فرانسوی: Aleyrac) یک کمون در فرانسه است که در Canton of Dieulefit واقع شده‌است.

## خصوصیات
الیراک ۶٫۶۵ کیلومترمربع مساحت و ۴۸ نفر جمعیت دارد.